# Бронзовая мантелла
Бронзовая мантелла (лат. Mantella betsileo) — лягушка из рода Mantella семейства Mantellidae. Длина до 25 мм. Распространена на севере и востоке Мадагаскара, а также на островах Нуси-Бе и Нуси Бураха. Населяет участки, преимущественно затененные и с преобладанием крупных видов папоротников. Также встречаются неподалёку от береговой линии, под кусками коры на песчаных пляжах или в слое опавших листьев.